# Jean-Pierre Bady
Pour les articles homonymes, voir Bady et Badie.
Jean-Pierre, Louis Bady, né le 25 juin 1939 à Fribourg (Suisse) et mort le 28 novembre 2024 à l'hôpital Percy à Clamart,, est un haut fonctionnaire français, Magistrat à la Cour des comptes.

## Études
Lycées Jean-Perrin et du Parc à Lyon, École normale supérieure. Agrégé de lettres et diplômé de l'Institut d'études politiques de Paris.
En 1966, il entre à l'École nationale d'administration (ENA) (promotion Turgot 1966-1968) et rejoint la Cour des Comptes pour devenir auditeur (1968), Conseiller référendaire à la Cour des comptes de 1975 à 1988 et Conseiller maître à la  Cour des comptes en 1988.

## Biographie

### Carrière
Maître de conférences à l’institut d’études politiques de Paris (1970-1988). Rapporteur de la commission de l’éducation nationale du VIe Plan en 1969, puis Rapporteur du Comité français pour l’Année internationale du livre en 1972.
Conseiller technique au cabinet de Joseph Fontanet, ministre de l’Éducation nationale de 1972 à 1974. À Matignon, il devient chargé de mission au cabinet de Jacques Chirac, Premier ministre, de 1974 à 1976, puis chargé de mission au cabinet de Raymond Barre, de 1976 à 1977 pour les questions de la politique de l’architecture.
Directeur de la Caisse nationale des monuments historiques et des sites de 1977 à 1982, Jean-Pierre Bady réintègre la Cour des comptes puis  devient, le 27 juin 1986 jusqu’en 1990, directeur du Patrimoine (direction à laquelle lui succéderont la Direction de l'Architecture et du Patrimoine, puis la Direction générale des Patrimoines et de l'Architecture) au ministère de la  Culture et de la Communication.
Il est nommé ensuite à la tête de l'École nationale du Patrimoine jusqu'en 1999, devenue l’Institut national du patrimoine (INP) jusqu’en 1999.
Président de la Commission de récolement des dépôts d'œuvres d'art (2000-2009),.

### Autres activités
En parallèle, Jean-Pierre Bady assure de nombreuses activités :
- Nomination au Comité d'histoire du ministère de la Culture et des institutions culturelles[7].
- Mission de contrôle sur l'action en matière de patrimoine[8].
- Membre du collège délibérant de la « Commission pour l'indemnisation des victimes de spoliations intervenues du fait des législations antisémites en vigueur pendant l'Occupation (CIVS) »[9],[10].
- Président du Conseil national des parcs et jardins[11].
- Membre du Haut Conseil des musées de France[12].
- Administrateur de la bibliothèque publique d’information.
- Membre du conseil d’administration des Vieilles maisons françaises, des Amis de Versailles, de la Ligue urbaine et rurale, de Patrimoine sans frontières, de la Société des amis des universités de Paris (SAUP), des Amis des sources chrétiennes, Trésorier de l’association Henri Rollet.

## Décorations
- Officier de la Légion d'honneur le 24 novembre 2005
- Commandeur de l'ordre national du Mérite
- Commandeur de l'ordre des Arts et des Lettres